# 松本ともこ ミュージック・チャーム
松本ともこ ミュージック・チャーム（まつもとともこ ミュージック・チャーム）は、TBSラジオ他JRN各局で毎週日曜日に放送されていたラジオ番組。2009年4月12日開始、2010年10月3日終了。2011年4月から、動画サイトで配信される番組として復活した。

## パーソナリティー
- 松本ともこ（元TOKYO FMアナウンサー）

## 概要
2009年3月27日までTBSラジオ「ストリーム」のパーソナリティーをしていた松本が日曜にスタートさせた番組。TBSのテレビ・ラジオ番組「ポップスベスト10」および「ザ・ベストテン」のチャートをもとに放送日の30年前と放送されている年の洋楽・邦楽ヒット曲を紹介。

TBSでは「バックグラウンド・ミュージック」の、TBS以外の地域では「Morning Wind～音楽の森」の後番組として位置づけられており「Morning Wind」時代とは異なり当初から29分枠で制作、全編が帯提供社の付かないローカルセールス扱いで週・地域により自社制作特番へ差し替えとなる場合がある。時間帯はTBC・YBC・TBS・YBS・ABC以外はすべて日曜5時台にテープネットで放送。

## ネット局と放送時間
- TBSラジオ（12:30〜13:00）
- RAB 青森放送（5:00〜5:30）
- ABS 秋田放送（5:00〜5:30）
- IBC岩手放送（5:00〜5:30）
- TBC 東北放送（7:30〜8:00、2010年4月11日よりネット開始）
- YBC 山形放送（7:30〜8:00、2010年4月4日までは5:00～5:30）
- RFC ラジオ福島（5:00~5:30、2009年10月4日をもって一度ネットを打ち切っていたが、2010年4月11日よりネット再開）
- KNB 北日本放送（5:00〜5:30）
- YBS 山梨放送（16:30〜17:00、2009年10月4日をもって一度ネットを打ち切っていたが、2010年4月11日よりネット再開）
- ABC 朝日放送（6:30〜7:00、2009年10月11日よりネット受け開始、2010年4月4日までは6:00〜6:30）
- BSS 山陰放送（5:00〜5:30）
- KRY 山口放送（5:00〜5:30）
- RKC 高知放送（5:30〜6:00）
- RKB毎日放送（5:00〜5:30）
- OBS 大分放送（5:00〜5:30、2010年4月11日よりネット開始）

IBCは前番組「Morning Wind」を一度もネットしたことがなく、他番組の枠（日時）移動により当番組ネット枠を新設した。またTBCは「栗村智のHappy!ニッポン!」の後釜として当番組のネットを開始している。
当番組のネット局は「Morning Wind」時代より少なく、以前「Morning Wind」をネットしていた局でも当番組はネットしていない局も多い。
KRYでは最終週のみ自己批評番組放送のため休止となる。
2009年6月14日、2010年1月24日、2010年3月28日、2010年9月26日放送分は、TBSラジオでは特別番組のため休止となり、ネット局への裏送りで放送された。松本はこれらの日に合わせて「東京の人には聞かれたくない」別れ話などを話す。番組終了も裏送り地域に先に発表された。

### 過去のネット局
- CBC 中部日本放送（5:30〜6:00、2010年3月28日をもってネット打ち切り）

| TBSラジオ 日曜12:30〜13:00     | TBSラジオ 日曜12:30〜13:00        | TBSラジオ 日曜12:30〜13:00           |
| 前番組                         | 番組名                            | 次番組                               |
| ------------------------------ | --------------------------------- | ------------------------------------ |
| バックグラウンド・ミュージック | 松本ともこ ミュージック・チャーム | 山崎真実のサンデー・グッド・サポート |